# Troglobochica jamaicensis
Troglobochica jamaicensis är en spindeldjursart som beskrevs av William B. Muchmore 1984. Troglobochica jamaicensis ingår i släktet Troglobochica och familjen Bochicidae. Inga underarter finns listade i Catalogue of Life.